# 森、道、市場
森、道、市場（もり、みち、いちば、英: greening in way in market）は、愛知県三河地方の野外イベント。「森、道、市場実行委員会」主催。2011年から年1回開催している。
過去すべて蒲郡市内のラグーナテンボス、三谷温泉周辺で開催された（唯一、岡崎市で開催予定であった2013年の回は台風で中止となった）。「モノとごはんと音楽の市場」を標榜し、日本全国から集まった主に食品、雑貨を販売する300店以上のテナントによる集合市場と、複数のステージでの音楽ライブを実施している。
来場者数は毎年約3万人。また主催が利益をとらない方針で運営を行っているため、チケットを安く出来ているという。

## 歴史

### 2011年
- 2011年9月17日・18日 愛知県蒲郡市の三ヶ根山ロープウェイ山麓駅跡周辺で初回開催[3]。

### 2012年
- 2012年10月20日・21日 愛知県蒲郡市の三ヶ根山ロープウェイ山麓駅跡周辺で開催[3]。

| 開催日             | あじさいの舞台                                  | 空ステージ             | うたたね広場                                                            |
| ------------------ | ----------------------------------------------- | ---------------------- | ----------------------------------------------------------------------- |
| 1日目 （10月20日） | - OGRE YOU ASSHOLE - bonobos - toe              | - 笹倉慎介             | - ジョンのサン - ヒカシュー - 向井秀徳アコースティック & エレクトリック |
| 2日目 （10月21日） | - HARCO - PE'Z - Scoobie Do - mouse on the keys | - 栗コーダーカルテット | - hununhum - GAGLE                                                      |

### 2013年
- - 2013年5月11日・12日 愛知県蒲郡市の三ヶ根山ロープウェイ山麓駅跡周辺で開催[3]。サブタイトルは「風薫る、余韻の森へ。」

| 開催日            | あじさいの舞台                                                                   | うたたね広場                    |
| ----------------- | -------------------------------------------------------------------------------- | ------------------------------- |
| 1日目 （5月11日） | - LITTLE CREATURES - 在日ファンク - 清竜人 - ZAZEN BOYS                          | - John John Festival - 山田稔明 |
| 2日目 （5月12日） | - トゥラリカ - YOUR SONG IS GOOD - THA BLUE HERB - bonobos - TOKYO No.1 SOUL SET | - ショピン - コトリンゴ         |

- - 10月26日・27日 愛知県岡崎市の乙川河川敷で開催予定であったが台風のため中止[3]。

### 2014年
- 2014年5月10日・11日 愛知県蒲郡市のラグーナビーチ（大塚海浜緑地）で開催[3]。

### 2015年
- 2015年5月8日 - 10日 愛知県蒲郡市のラグーナビーチで開催[3]。

### 2016年
- 2016年5月14日 - 16日 愛知県蒲郡市のラグーナビーチで開催[3]。

### 2017年
- 2017年5月12日 - 14日 愛知県蒲郡市のラグーナビーチおよびラグナシアで開催[3]。

### 2018年
- 2018年5月11日 - 13日 愛知県蒲郡市のラグーナビーチおよびラグナシアで開催[3]。

### 2019年
- 2019年5月31日・6月1日・2日 愛知県蒲郡市のラグーナビーチおよびラグナシアで開催。

### 2020年
- 2020年5月15日 - 17日 新型コロナウイルスの流行によりイベントを中止[4]。これに代わりオンラインライブ『森、道、市場をお茶の間で』が特別配信された[5]。

### 2021年
- 2021年6月11日 - 13日 愛知県蒲郡市のラグーナビーチおよびラグナシアで開催。

### 2022年
- 2022年5月27日 - 29日 愛知県蒲郡市のラグーナビーチおよびラグナシアで開催。

### 2023年
- 2023年5月26日 - 28日 愛知県蒲郡市のラグーナビーチおよびラグナシアで開催。

### 2024年
- 2024年5月24日 - 26日 愛知県蒲郡市のラグーナビーチおよびラグナシアで開催。

### 2025年
- 2025年5月23日 - 25日 愛知県蒲郡市のラグーナビーチおよびラグナシアで開催。

## 会場
2014年以降、大塚海浜緑地（ラグーナビーチ）での開催が恒例となっている。また2017年より、ラグーナビーチに隣接するテーマパーク「ラグナシア」をイベント期間に貸し切り、ラグーナテンボスリゾート全体でのイベントとなった。
開催日はJR東海道本線三河大塚駅が非常に混雑するため、実行委員会は東名高速道路・音羽蒲郡インターチェンジの使用を呼び掛けている。
蒲郡駅からは有料シャトルバス、三河大塚駅からは無料シャトルバスが出る。